# Extaz

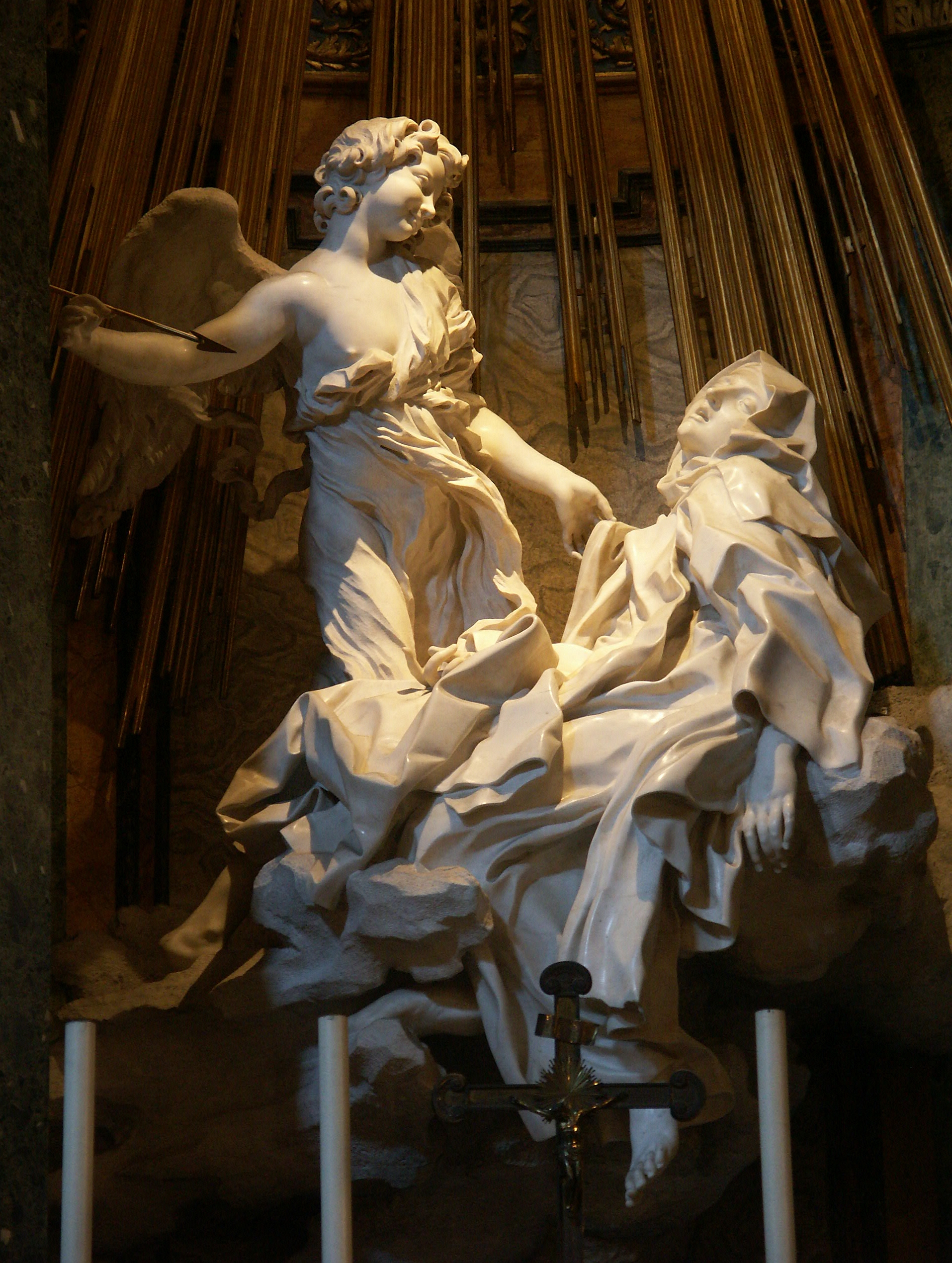
Extazul Sf. Tereza de Ávila de Gianlorenzo Bernini (1652). Absida stângă a Bisericii Santa Maria della Vittoria (secolul al XVII-lea) din Roma.

Extazul (termen originar din greaca veche ἔκστασις ékstasis) este o stare psihică de mare intensitate, caracterizată prin suspendarea aparentă a contactului cu lumea înconjurătoare și scăderea controlului asupra propriei persoane. Cuvântul este folosit, de asemenea, pentru a desemna orice stare sporită de conștiință sau experiență intensă plăcută. De asemenea, este utilizat pentru a desemna mai specific stări de conștientizare a spațiilor mentale extraordinare, care pot fi percepute ca spirituale (acest tip de extaz ia adesea forma extazului religios).
Extazul este o stare a celui ce este copleșit de ceva ce-l depășește cu totul și-l absoarbe; presupune imobilitate, depresiune a funcțiilor vegetative și sub raport afectiv, „un sentiment de fericire, de bucurie inexprimabilă care fuzionează cu toate aspirațiile spiritului” (după  Pierre Janet). Extazul este o trăire la limita superioară a valorilor estetice, morale, intelectuale, dar are și o ipostază psihopatologică de tip obsesional.
Extazul religios este o expresie a cunoașterii nemijlocite a realităților divine: act de trăire supremă a comuniunii de iubire cu Dumnezeul personal.